# Renosterveld

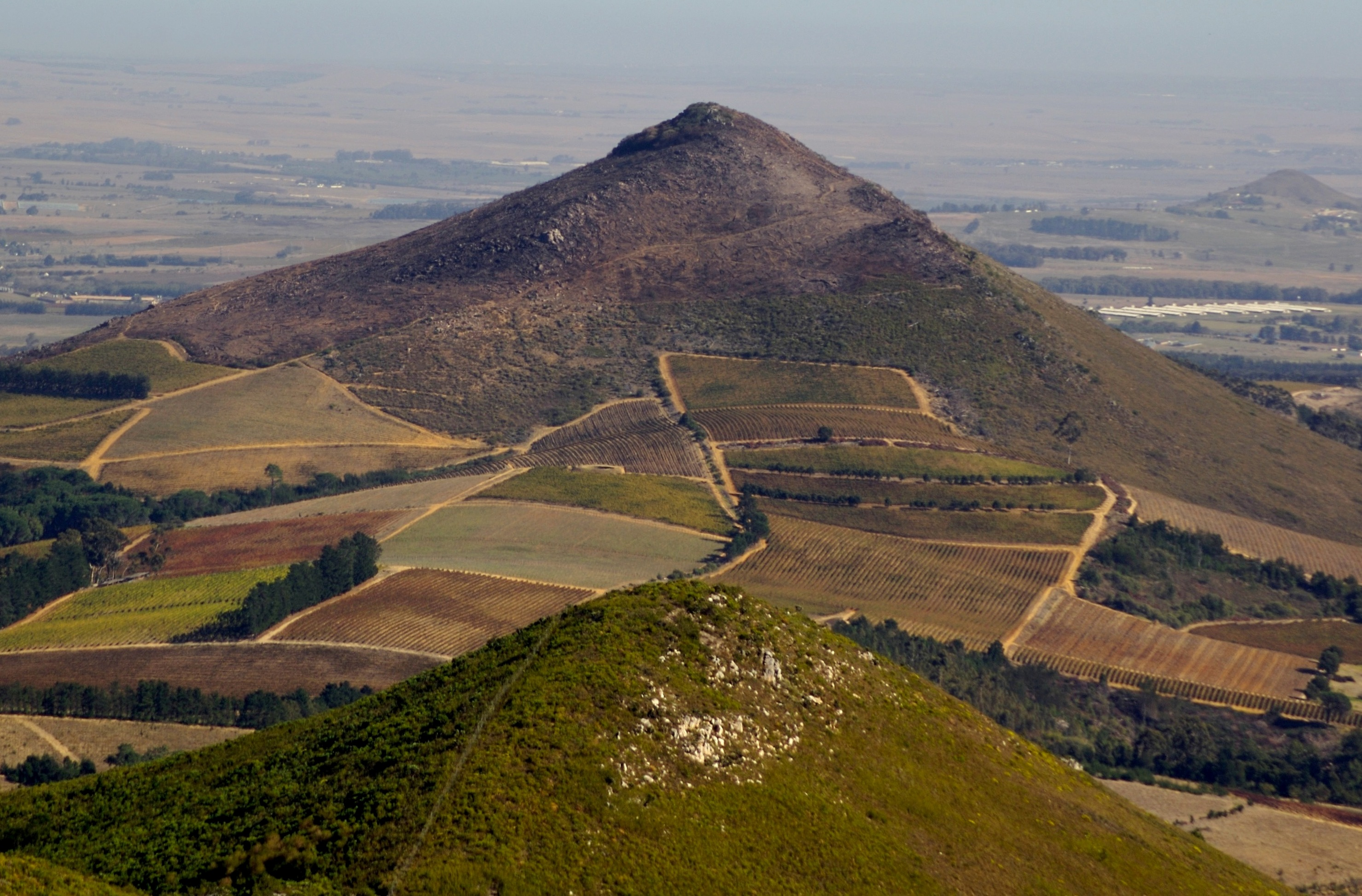
Habitat de Renosterveld au-dessus de champs cultivés, province du Cap-Occidental.

Le Renosterveld est l'une des principales phytocénoses de la région floristique du Cap, au sud-ouest et au sud-est de l'Afrique du Sud, appartenant au biome des forêts, terres boisées et broussailles méditerranéennes.

## Étymologie
Renosterveld, qui signifie « champs à rhinocéros », est une traduction directe de l'afrikaans, une possible référence au grand nombre de ces animaux rencontrés par les colons afrikaners. Il est aussi possible que le terme dérive de renosterbos (Elytropappus rhinocerotis), une espèce d'arbuste endémique commune en ces endroits. La couleur grise de la plante est similaire à celle de la peau d'un rhinocéros.

## Géologie
Les plantes du renosterveld poussent sur un sol riche, ce qui les rend plus nutritives que celles du fynbos. Généralement, le renosterveld se rencontre sur des sols à grains fins, principalement des argiles et des limons, qui proviennent des groupes de Malmesbury et Bokkeveld du supergroupe du Karoo. Dans les régions plus sèches, on le trouve sur des sols provenant de la « suite du granite du Cap ».
Le renosterveld pousse habituellement dans des zones de pluies modérées, entre 300 et 600 mm/an. Il peut survivre à des incendies relativement fréquents.

## Caractéristiques

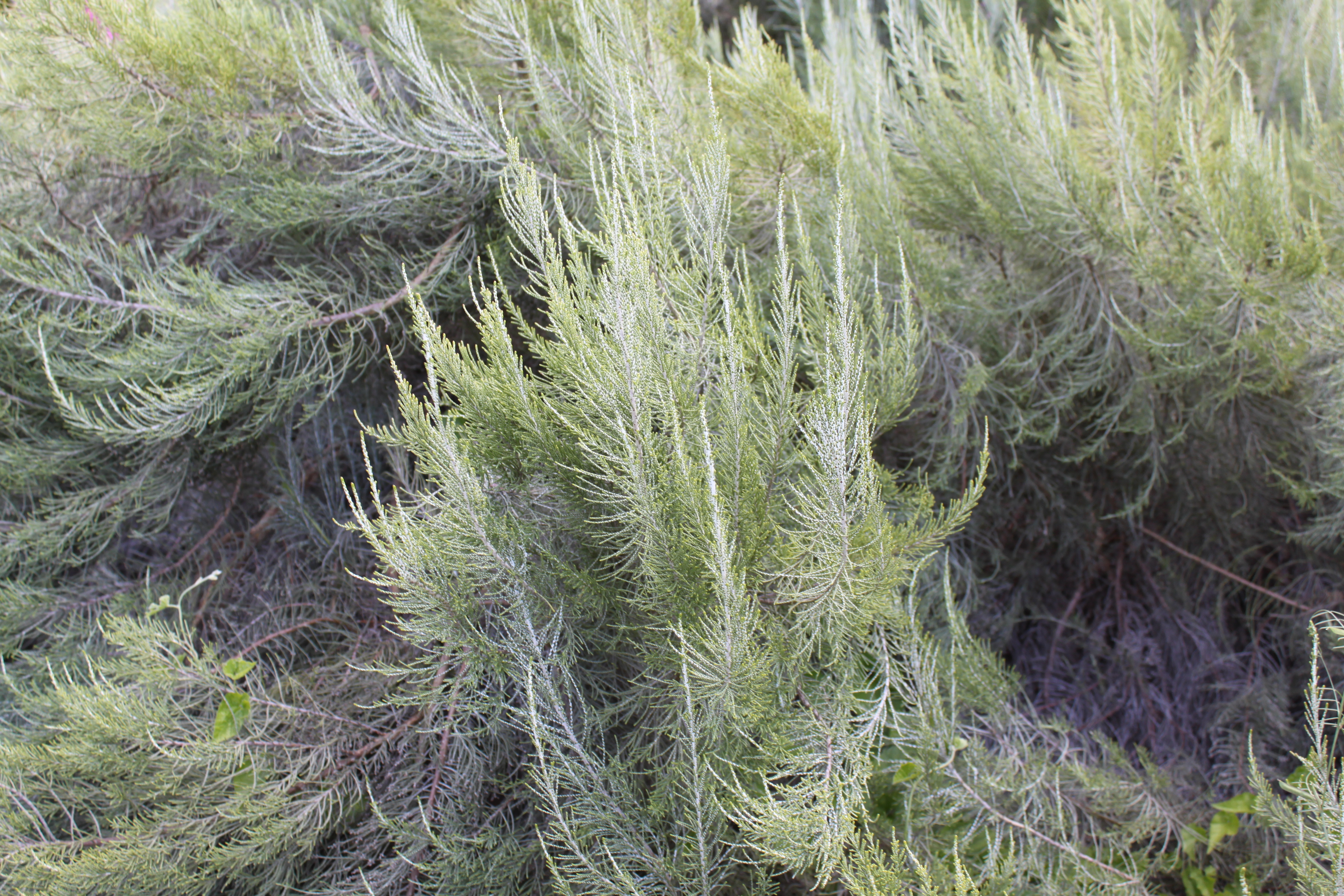
Renosterbos.

### Flore
La végétation typique est dominée par les plantes grises de Renosterbos. On trouve, quoiqu'en faible quantité, des plantes typiques du fynbos, Proteas, Ericas et Restios. La végétation du renosterveld est peu endémique, la plupart des espèces se retrouvant aussi dans le fynbos. Cependant, les espèces endémiques de la région floristique du Cap représentent environ un tiers des espèces végétales du renosterveld ; beaucoup d'entre elles appartiennent à des familles qui se sont diversifiées à l'extérieur de la région floristique du Cap.
Les plantes caractéristiques du renosterveld sont les suivantes :
- herbes : Themeda triandra ;
- arbustes : renosterbos, karee, romarin sauvage, olive sauvage ;
- plantes vivaces : iris, amaryllis, jacinthe, orchidées.

Les habitants d'origine du Cap-Occidental, les San et les Khoïkhoï, utilisaient les plantes du renosterveld comme nourriture, pour des usages médicinaux et pour faire pâturer les animaux. Du fait de leur mode de vie et de la taille réduite de leur population, ils n'ont pas causé de dommages à l'écosystème.
Beaucoup d'arbres et arbustes produisent des baies qui attirent les oiseaux frugivores (bulbuls, zostérops verts…) et d'autres animaux (tortue géométrique, babouin chacma...).
Au printemps, les fleurs du renosterveld attirent une grande variété de pollinisateurs, tels que les abeilles, les mouches, les coléoptères, les Nectariniidae (passereaux)...

### Faune
Grâce à la fertilité des sols, il est probable que les troupeaux de grands animaux du fynbos se retrouvaient dans le renosterveld. Ainsi, les zèbres de montagne, les quaggas, les hippotragues bleues, les antilopes rouannes, les bubales caama, les élands du Cap, les damalisques à front blanc, les éléphants, les rhinocéros noirs et les buffles étaient-ils communs, tout comme l'étaient les lions, les guépards, les lycaons, les hyènes tachetées et les léopards.
Deux d'entre eux ne se trouvent pas dans le fynbos, l'antilope bleue et le damalisque à front blanc. Parmi les grands mammifères, seuls le zèbre des montagnes et le léopard ont survécu, en se réfugiant dans les montagnes, tandis que le damalisque à front blanc survit seulement aux alentours de Bredasdorp. Tous les autres espèces du fynbos se sont éteintes (il reste une petite population d'éléphants qui survit dans la zone de la rivière Gouritz à l'intérieur du fynbos) bien que beaucoup aient été introduites dans des réserves en dehors de la région. Le quagga et l'hippotrague bleue ont disparu ; il existe un projet, le projet Quagga, visant à recréer le quagga via une sélection artificielle pratiquée sur des zèbres des plaines.

## Menaces
La fertilité des sols du renosterveld fait que de larges parties de la zone ont été converties pour l'agriculture, principalement celle du blé.
Il est allégué que le couvert arbustif actuel est le résultat d'un pâturage continu. Les anciens témoignages suggèrent que le renosterveld avait une abondante couverture végétale de graminées et que les animaux sauvages ainsi que le bétail des Koïkhoï avaient migré dans la région. Avec l'arrivée des éleveurs européens et le pâturage constant ainsi que l'élimination de la diversité de la faune, les terres arbustives commencèrent à dominer. Cette théorie n'est pas admise par tous ; ses promoteurs font cependant état du soudain déclin de la production du foin près de la ville du Cap au début du XVIIIe siècle et les témoignages historiques des premiers explorateurs montrent qu'ils déclaraient que le Renosterbos devenait dominant et que l'herbe (graminées) devenait rare.
Dans la région floristique du Cap, moins de 2 % des espèces typiques du renosterveld sont conservées. Elles font partie des types de végétation parmi les plus menacées du monde. Pour cette raison, il semble peu probable que des populations viables de grands mammifères soient réintroduites dans le fynbos.
Des associations et des bénévoles travaillent avec les fermiers et les municipalités pour identifier, cartographier et protéger ce qui reste des zones de renosterveld dans la province du Cap occidental.